# NGC 6339
NGC 6339 is een balkspiraalstelsel in het sterrenbeeld Hercules. Het hemelobject werd op 21 april 1887 ontdekt door de Amerikaanse astronoom Lewis A. Swift.

## Synoniemen
- UGC 10790
- MCG 7-35-59
- ZWG 225.92
- IRAS 17155+4053
- PGC 60003